# Szymon Rekita
Szymon Rekita (ur. 5 stycznia 1994 w Biskupcu) – polski kolarz szosowy. Uczestnik mistrzostw świata i Europy. Mistrz Polski w jeździe dwójkami (wspólnie z Filipem Maciejukiem) z 2020.
Rekita jest wychowankiem klubu Warmia Biskupiec, w którym jeździł do końca sezonu 2012. Od sezonu 2013 reprezentował zagraniczne zespoły – początkowo amatorskie: włoskie Ciclistica Sestese (2013), i GFDD Altopack (od 2014 do 2016), a następnie zawodowy, należący wówczas do UCI Continental Teams, Leopard Pro Cycling z Luksemburga. Od 1 sierpnia 2015 do końca sezonu 2015 pełnił funkcję stażysty w jeżdżącym w tym czasie w cyklu UCI World Tour amerykańskim zespole Trek Factory Racing. Od sezonu 2021 powrócił do Polski, zostając zawodnikiem grupy Voster ATS Team.
W styczniu 2023 roku Szymon Rekita ogłosił zakończenie kariery.

## Osiągnięcia
Opracowano na podstawie:

2017
- 1. miejsce na 2. etapie International Tour of Rhodes

2018
- 1. miejsce na 1. etapie Tour du Jura
- 2. miejsce w mistrzostwach Polski (jazda dwójkami)

2019
- 1. miejsce w Tour of Antalya
  - 1. miejsce na 3. etapie

2020
- 1. miejsce w mistrzostwach Polski (jazda dwójkami)

2021
- 3. miejsce w Szlakiem Grodów Piastowskich
- 3. miejsce w Dookoła Rumunii

2022
- 3. miejsce w mistrzostwach Polski (jazda indywidualna na czas)
- 2. miejsce w mistrzostwach Polski (start wspólny)
- 1. miejsce w Tour of Szeklerland
  - 1. miejsce na 2. etapie
- 1. miejsce na etapach 3b i 5. Dookoła Bułgarii